# Zé Roberto da Compensa
José Roberto Fernandes Barbosa, mais conhecido como Zé Roberto da Compensa (Manaus, 1 de dezembro de 1972), é um criminoso brasileiro, considerado pelo Estado do Amazonas líder da organização criminosa Família do Norte (FDN).

## Biografia
Aos 12 anos, iniciou a vida no crime e já foi preso quatro vezes. Compensa é o elo dos traficantes do Peru e da Colômbia com o Brasil. Já esteve preso na Penitenciária Federal de Porto Velho, em Rondônia, e na Penitenciária Federal de Catanduvas, no Paraná. Durante uma fuga, em 2013, matou dois comparsas que se aliaram ao Primeiro Comando da Capital (PCC).
Zé Roberto foi apontado como liderança dentro do sistema penitenciário estadual de origem, sendo responsável por rebeliões no estado do Amazonas, o que motivou a transferência para a Penitenciária Federal de Campo Grande.
Em novembro em 2014, o Ministério Público do Estado do Amazonas (MPE-AM) apurou uma denúncia que Zé Roberto teria ajudado reeleição do ex-governador do Amazonas José Melo de Oliveira com, aproximadamente, 100 mil votos.

### Transtornos mentais
Em julho de 2018, foi registrado que Zé Roberto teve Transtorno da ansiedade, Depressão e Surto psicótico.

## Massacre de 2017
Por sua determinação, janeiro de 2017, uma rebelião entre os presos levou à morte de 56 presos e deixou mais de 200 foragidos. A razão do motim, foi a disputa entre a facção rival (Primeiro Comando da Capital) pelo comando do tráfico de drogas na região.